# Boule de Mozart
 (août 2019).

Comparaison de différentes Mozartkugeln

Une Boule de Mozart, Mozartkugel ou Mozartbonbon est un bonbon de chocolat à base de pistache, pâte d'amande et praliné, créé en 1890 par Paul Fürst (de) à Salzbourg.

## Origines

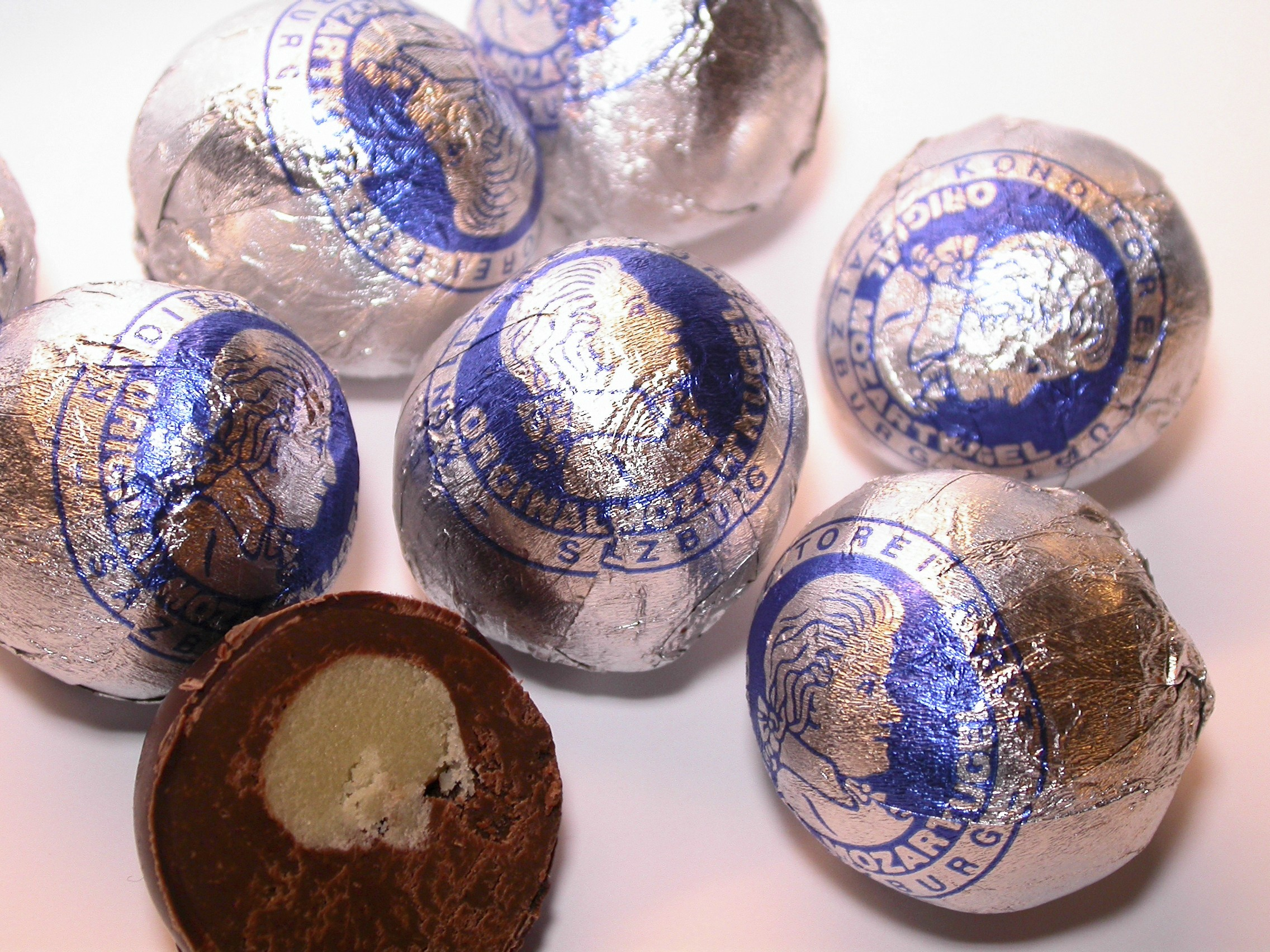
Original Salzburger Mozartkugel, faites à la main

Le maître confiseur Paul Fürst arrive à Salzbourg en 1884 et ouvre une boutique au 13, Brodgasse. Il présente le Mozart-Bonbon pour la première fois en 1890, puis le fabrique en grandes quantités et le vend sous le nom de Mozartkugel. L'invention de Fürst est de produire un chocolat parfaitement arrondi, sans zones plates. Le processus de production utilisés par les confiseries Fürst n'a pas changé à ce jour.
Paul Fürst présente la Mozartkugel à la foire à Paris en 1905 et reçoit alors une médaille d'or[réf. nécessaire].
Aujourd'hui, la confiserie Fürst vend la Mozartkugel originale exclusivement dans ses quatre magasins à Salzbourg (au Vieux Marché, avec des succursales au Ritzerbogen, dans la Getreidegasse et à proximité du château de Mirabell), et par correspondance, mais dans aucun autre magasin[réf. nécessaire]. La Mozartkugel peut être achetée à la confiserie Fürst individuellement ou en sachets de plusieurs unités.

### Recette originale
L'Original Salzburger Mozartkugel est encore produite manuellement par la confiserie Fürst selon la recette et la technique originales : d'abord, une boule de pâte d'amande verte à la pistache est recouverte d'une couche de praliné. Cette boule est ensuite placée sur un petit bâton en bois et trempé dans un enrobage de chocolat noir. Ensuite, le bâton est placé verticalement, boule vers le haut, sur un support pour permettre au chocolat de refroidir et de durcir. Enfin, le bâton est retiré ; le trou qu'il laisse derrière lui est alors rebouché avec le même enrobage de chocolat, et la boule est enveloppée à la main dans une feuille d'étain bleu-argent.
Selon la compagnie Fürst, ses employés produisent chaque année environ 1,4 million de Mozartkugeln à la main et en utilisant cette technique. Dans les salles de ventes climatisées de l'entreprise, les boules restent fraîches pendant environ huit semaines.

### Récompenses
Le magazine spécialisé Der Feinschmecker (Le Gastronome), a placé l' Original Salzburger Mozartkugel à la première place dans un test de comparaison des différentes Mozartkugeln dans son édition de janvier 2006. Il a été remarqué que l'Original Salzburger Mozartkugel est faite à la main et qu'elle a un goût de praliné avec une note légèrement amère de massepain à la pistache.
L'Original Salzburger Mozartkugel a aussi reçu une médaille d'or à la deuxième compétition internationale de la truffe au cours de la Foire de la Confiserie Ökonda à Wels en septembre 2005.

## Droits sur le nom
L'existence de nombreuses imitations de Mozartkugel a finalement conduit les descendants de Paul Fürst à engager un processus judiciaire. L'enjeu était les droits sur le nom, pas la recette de la Mozartkugel elle-même. Dans un premier temps, le différend ne concernait que les producteurs de confiserie à Salzbourg, mais il s'est ensuite étendu pour inclure la concurrence allemande. Le résultat est un accord qui oblige les concurrents de Fürst à utiliser d'autres noms. La firme Mirabell, basée à Grödig près de Salzbourg, a choisi le nom « Vrai Mozartkugel de Salzbourg ». Le producteur bavarois Reber a opté pour « Vrai Mozartkugel Reber ».
En 1996, un différend éclate entre Fürst et une filiale du producteur alimentaire suisse Nestlé, qui voulait commercialiser une « Mozartkugel Originale d'Autriche ». Il a alors été décidé que seuls les produits Fürst peuvent être appelés « Original Salzburger Mozartkugel ».

## Autres producteurs qui emploient la recette originale
La confiserie Dallmann, situé à Sankt Gilgen sur le Wolfgangsee, produit une Mozartkugel à la main selon la recette originale de Fürst. Comme celles produites par les confiseries Fürst, elles sont enveloppées dans une feuille d'étain argenté imprimée en bleu.
La confiserie Engljähringer, qui travaille à Salzbourg depuis 1948, produit également une Mozartkugel en utilisant la recette originale. Elle est vendue dans des boîtes en carton disponibles sur la Place de l'Université de Salzbourg, dans l'échoppe Engljähringer. Ces Mozartkugeln sont aussi produits à la main et non pas en masse en utilisant des techniques industrielles dans lesquelles une Mozartkugel creuse est produite et ensuite remplie. Les Mozartkugeln Engljähringer sont produites par wuzeln (un terme régional autrichien signifiant virer ou rouler) la pâte d'amande à la pistache, en la couvrant de praliné et enfin en la trempant à la main dans l'enrobage de chocolat.
La confiserie Petrik, basé dans la Getreidegasse, non loin de la maison dans laquelle Mozart est né, produit une Mozartkugel utilisant le même soin et la méthode traditionnelle. La confiserie a pris une place de choix dans le test Mozartkugel 2006 réalisée par le site web Nous sommes Mozart.

## Production industrielle
Peu de temps après la présentation de la Mozartkugel à Paris, d'autres confiseurs de Salzbourg ont commencé à la copier en raison de sa popularité. L'industrie de la confiserie nouvellement développée a aussi rapidement commencé à produire cette spécialité populaire, car Fürst n'avait pas obtenu les droits sur le nom Mozartkugel. La Mozartkugel produite industriellement n'utilise pas la recette originale. En outre, elle est plus petite que l'original et est souvent plate sur un côté.
Les principaux producteurs industriels de Mozartkugeln, Reber et Mirabell, sont tous deux basés dans la région de l'Euregio Salzbourg - Berchtesgaden - Traunstein. Le plus grand producteur industriel de Mozartkugeln en Autriche est la société Mirabell (Kraft Foods Autriche), qui est basé à Grödig près de Salzbourg. Elle a été dirigée par Heinz Kappel dès 1945, qui a fait en sorte de passer de la manutention à la production industrielle en 1967. Selon ses propres chiffres [citation nécessaire], Mirabell produit plus de 90 millions de Mozartkugeln par an et les exporte vers plus de trente pays. La Mozartkugel produit par la société Mirabell a un centre de pâte d'amande verte entourée par des anneaux de nougat.
Le plus grand producteur industriel du monde de Mozartkugeln est la société allemande Reber Spécialités, qui est active à Bad Reichenhall depuis 1938. Selon Reber, sa capacité quotidienne est de 500 000 Mozart-Kugeln et il exporte ses produits dans quarante pays. Les Mozart-Kugeln produites par Reber ont un centre en nougat, qui est entouré d'un côté par massepain blanc, et de l'autre côté par massepain vert. En outre, elles sont plates sur un côté et pas complètement rondes. Les deux, Mirabell et Reber, soulignent qu'aucun conservateur, colorant ou arôme artificiel n'est utilisé dans leurs produits.
Un autre producteur allemand est la Confiserie Dreher. Elle est également située à Bad Reichenhall et produit des Mozartkugeln depuis 1931. Elle prétend être le plus ancien producteur allemand de Mozartkugeln. Dreher a été acheté en 2000 par le Halloren de Halle (Saale).
La société Lambertz, basé à Aix-la-Chapelle, produit également des Mozartkugeln, par exemple pour les chaînes de supermarchés discount comme Aldi. La Mozartkugel produite par la société Lambertz est également plate sur un côté, avec un centre de noisette et nougat entouré de pistache et de massepain amande et recouverte d'une couche de chocolat noir.

## Différend entre Mirabell et Reber
À la fin des années 1970, un différend a surgi entre les producteurs de Mozartkugeln Mirabell et Reber sur la marque. Un accord provisoire a été conclu en 1981 entre les représentants des gouvernements autrichien et allemand, selon lequel seuls les producteurs autrichiens devaient être autorisés à utiliser le label Mozartkugeln. Reber a protesté contre cet accord, et la CE-commissaire à Bruxelles chargée de se prononcer dans l'affaire a finalement déclaré l'accord invalide. C'est pourquoi Reber peut légitimement et continuellement utiliser sa véritable marque Reber Mozart-Kugeln, mais avec un trait d'union.
Néanmoins, seuls les Mirabell Mozartkugeln sont autorisés à être ronds. Les autres Mozartkugeln produits industriellement doivent avoir un côté plat.

## Monuments
En hiver et au printemps de 2006, 80 Mozartkugeln géantes en polyester, chacune avec un diamètre de 1,6 mètre, ont été placées dans la vieille ville de Salzbourg. Elles avaient été conçues par des artistes. Dans la nuit du 27 mars, des vandales ont enlevé une de ces Mozartkugeln de la Franziskanergasse, où elle avait été boulonnée au sol. Les vandales ont renversé la Mozartkugel sur la rue, causant des dommages estimés à environ sept mille euros.

## Autres utilisations
Il existe une pâtisserie, le Mozartcroissant qui utilise le MozartKugel.
Au sein de la pâte, avant pliage, est incorporée une boule de MozartKugel qui fond à la cuisson.